# Іммануел Ферай
Іммануел - Йоганнес Ферай (нід. Immanuel-Johannes Pherai, нар. 25 квітня 2001, Амстердам, Нідерланди) — суринамський футболіст, півзахисник німецького клубу «Гамбург» та національної збірної Суринаму.

## Ігрова кар'єра

### Клубна
Іммануел є вихованцем футбольної академії клубу АЗ. Але ще в юнацькому віці він перебрався до стану німецької «Боруссії» з Дортмунда. Але закріпитися в команді Ферай не зумів і майже одразу був відправлений в оренду - у нідерландський «Зволле». Саме там Ферай і дебютував на професійному рівні, коли у вересні 2020 року вийшов на заміну у матчі проти свого колишнього клубу АЗ у матчі Ередивізі.
Повернувшись до Дортмунда, футболіст продовжив грати за другий склад «Боруссії» у Лізі 3. В основі Ферай провів лише одну гру. Сталося це у травні 2022 року у матчі проти «Гройтер Фюрт».
Сезон 2022/23 Ферай провів у клубі Другої Бундесліги «Айнтрахт» з Брауншвейга.
В липні 2023 року футболіст підписав контракт на чотири роки з іншим клубом Другої Бундесліги «Гамбург».

### Збірна
З 2015 року Іммануел Ферай брав участь у матчах юнацьких збірних Нідерландів всіх вікових категорій.
Іммануел Ферай народився в Нідерландах і має суринамське походження. 5 червня 2024 року у матчі проти команди Сент-Вінсент і Гренадин Ферай дебютував у складі національної збірної Суринаму. В матчі Іммануел відзначився результативною передачею та заробив право на пенальті.